# Кассини, Олег
Олег Александрович Лоевский, более известный под именем Олег Кассини (Oleg Cassini; 11 апреля 1913[…], Париж — 17 марта 2006[…], Манхассет, Нью-Йорк) — американский дизайнер одежды русского происхождения, известный своим браком с кинодивой Джин Тирни и тем, что одевал Жаклин Кеннеди. Его костюмы носили звёзды во многих голливудских фильмах.

## Биография
Родился в семье русского дипломата Александра Лоевского и графини Маргариты Кассини, дочери А. П. Кассини. После революции семья переехала в Италию, во Флоренцию. Там Олег получил образование, он серьезно учился в университете и в академии изящных искусств у Джорджо де Кирико. Работать как модельер начал в Париже в 1935 году.
В 1936 году Лоевский, приняв аристократическую фамилию матери, переехал в Нью-Йорк, где вскоре открыл свою студию дизайна. Затем стал дизайнером голливудских киностудий Paramount и 20th Century Fox.
В 1942 году ушёл добровольцем на фронт. С 1950 года, после открытия в Нью-Йорке собственной фирмы по оптовой продаже одежды, началась его мировая слава.
Про свой переезд в США он пишет, что вынужден был уехать из-за светского скандала. В то время из Италии можно было вывезти только сто долларов.

Я тратил на корабле деньги так, как будто в Нью-Йорке ими были устланы улицы, платил за всех в баре. Когда я сошел на берег, из 100 долларов у меня оставалось только 25.
— из автобиографии Олега Кассини 
Кассини увлекался теннисом, участвовал в соревнованиях. Любил кататься на лыжах. На теннисном корте он познакомился с хозяином киностудии, который предложил ему сразу контракт для создания костюмов.
В 1950 году ему предложили место главного художника по костюмам студии Warner Bros., однако он нашёл инвесторов и остался в Нью-Йорке делать свою первую американскую коллекцию. Его коллекции был свойственен элегантно-спортивный стиль и массовое производство. На фоне его коллег — Кристиана Диора, Пьера Бальмена, Жака Фата — дизайнеров, которые пропагандировали «new look» (приталенный силуэт с очень широкой юбкой на подъюбниках), силуэты Кассини, гораздо более молодежные, более простые, легкие в крое для фабрики, произвели очень большое впечатление. Этот стиль был нужен для массового производства в послевоенной Америке эпохи беби-бума.
В 1960 году он был объявлен официальным модельером первой леди США Жаклин Кеннеди.

### Личная жизнь
2 сентября 1938 года в Элктоне Кассини женился на актрисе Мэри Фарни, известной по фильму «Клеопатра» 1934 года. Однако уже в 1940 году пара развелась.
2 июня 1941 года Кассини вновь женился — на актрисе Джин Тирни. 15 октября 1943 года у пары родилась дочь Антуанетта-Дарья. Во время беременности Джин переболела краснухой, и Антуанетта-Дарья родилась недоношенной, почти слепой, глухой и с повреждениями мозга. Тем не менее Антуанетта-Дарья дожила до старости и умерла в 2010 году.
Супруги разошлись 20 октября 1946 года. По заключённому вскоре соглашению сторон, половина совместно нажитого имущества отходила на содержание и лечение дочери-инвалида. Окончательно развод был оформлен 13 марта 1948 года. Однако уже 19 апреля 1948 года «Лос-Анджелес Таймс» сообщила, что пара воссоединилась без повторного вступления в официальный брак.
Вторая дочь, Кристина (Тина), родилась 19 ноября 1948 года. В то время отцовство Олега было предметом интриг и спекуляций, поскольку, по слухам, у Джин были связи с Говардом Хьюзом, Тайроном Пауэром, Джоном Фицджеральдом Кеннеди и Чарльзом Фельдманом.
Олег и Джин сохраняли хорошие отношения вплоть до смерти Джин в 1991 году.
В 1954 году Кассини встречался и был помолвлен с актрисой Грейс Келли, однако свадьба не состоялась, родители Грейс были против.
В 1968 году на Сардинии Олег познакомился с американкой греческого происхождения, Марианной Нестор, с которой прожил весь остаток своей жизни, более 30 лет. В 1971 году пара поженилась, однако факт женитьбы оставался в тайне вплоть до смерти Олега в 2006 году. Обнародование информации о браке вызвало множество слухов и спекуляций, особенно на фоне споров из-за наследства.
На протяжении всей своей жизни Олег имел множество романов и слыл ловеласом.
У Олега Кассини был брат, журналист Игорь Кассини.

### Происхождение
Кассини называл себя графом, хотя графом был лишь его дед по материнской линии.

## Смерть
Олег Кассини умер от осложнений аневризмы в Манхэссете в 2006 году, прожив почти 93 года.
После смерти Олега его наследство стало предметом длительных судебных разбирательств между Марианной Нестор и дочерью Олега Кристиной Кассини, имевших широкое освещение в прессе.